# Filmografia de Martin Scorsese
Esta é a filmografia de Martin Scorsese, cuja carreira cinematográfica se estende desde a década de 1960 até aos dias atuais. Esta lista inclui o ano de lançamento do filme, além da atuação de Scorsese na produção de cada um. Scorsese dirigiu vinte e cinco longa-metragens de 1967 a 2019. 
Martin Charles Scorsese é um diretor, produtor, roteirista, ator e historiador de filmes estadunidense. Descendente de italianos, Scorsese costuma recorrer aos temas relacionados à cultura siciliana e à fé católica em suas produções. Muitos de seus filmes são memoráveis pela abordagem de temas violentos e profanos.
É o diretor de grandes produções do cinema, como Mean Streets (1973), o suspense Taxi Driver (1976), o biográfico Raging Bull (1980), o humor negro The King of Comedy (1983) e o dramas policiais Goodfellas (1990) e Casino (1995); todos os quais protagonizados por seu mais recorrente colaborador, o ator Robert De Niro. É notória também sua longeva colaboração com o ator Leonardo DiCaprio, o qual dirigiu em cinco produções, incluindo o aclamado Gangs of New York (2002). A última colaboração da dupla, The Wolf of Wall Street, foi lançado em 2013.
Outros títulos de Scorsese são The Last Waltz (1978), a comédia After Hours (1985), o drama épico The Last Temptation of Christ (1988), o terror Cape Fear (1991), o suspense Shutter Island (2010) e o drama biográfico The Aviator (2004). 

## Filmografia

### Cinema
| Ano  | Filme                           | Papel   | Papel      | Papel    | Ref.   |
| Ano  | Filme                           | Diretor | Roteirista | Produtor | Ref.   |
| ---- | ------------------------------- | ------- | ---------- | -------- | ------ |
| 1967 | Who's That Knocking at My Door  | Sim     | Sim        |          |        |
| 1972 | Boxcar Bertha                   | Sim     | Sim        |          |        |
| 1973 | Mean Streets                    | Sim     | Sim        | Sim      |        |
| 1974 | Alice Doesn't Live Here Anymore | Sim     |            |          |        |
| 1976 | Taxi Driver                     | Sim     |            |          |        |
| 1977 | New York, New York              | Sim     |            |          |        |
| 1980 | Raging Bull                     | Sim     | Sim        |          |        |
| 1983 | The King of Comedy              | Sim     |            |          |        |
| 1985 | After Hours                     | Sim     | Sim        |          |        |
| 1986 | The Color of Money              | Sim     |            |          |        |
| 1988 | The Last Temptation of Christ   | Sim     | Sim        |          |        |
| 1990 | Goodfellas                      | Sim     | Sim        | Sim      |        |
| 1991 | Cape Fear                       | Sim     |            |          |        |
| 1993 | The Age of Innocence            | Sim     | Sim        |          |        |
| 1995 | Casino                          | Sim     | Sim        |          |        |
| 1997 | Kundun                          | Sim     |            |          |        |
| 1999 | Bringing Out the Dead           | Sim     |            |          |        |
| 2002 | Gangs of New York               | Sim     |            |          | [ 7 ]  |
| 2004 | The Aviator                     | Sim     |            |          |        |
| 2006 | The Departed                    | Sim     |            |          |        |
| 2010 | Shutter Island                  | Sim     |            | Sim      |        |
| 2011 | Hugo                            | Sim     |            | Sim      |        |
| 2013 | The Wolf of Wall Street         | Sim     |            | Sim      | [ 8 ]  |
| 2016 | Silence                         | Sim     |            | Sim      | [ 9 ]  |
| 2019 | The Irishman                    | Sim     |            | Sim      | [ 10 ] |
| 2023 | Killers of the Flower Moon      | Sim     | Sim        | Sim      | [ 11 ] |